# 이고 (여말선초)
이고(李皐, 1339년 ~ 1420년 8월 9일)는 여말선초의 문신으로, 본관은 여주(驪州), 호는 망천(忘川)이다.

## 생애
1374년(공민왕 23) 문과에 동진사(同進士) 6위로 급제했으며, 1389년(공양왕 원년) 집의(執義)가 되었다.
조선이 개국된 후인 1392년(태조 원년) 삼사좌승(三司左丞)으로서 경기우도(京畿右道)의 안렴사(按廉使)로 나갔으며, 1395년(태조 4) 좌산기상시(左散騎常侍)로 재직 중 풍문만으로 전 개성윤(開城尹) 김운귀(金云貴)를 탄핵한 것을 불쾌하게 여긴 태조(太祖)에 의해 파직되었다.
이후 유일(遺逸)로 지내던 도중인 1409년(태종 9) 7월 9일 이조참의(吏曹參議)로 복직되었다가 7월 20일에 공안부윤(恭安府尹)으로 옮겼으며, 9월에 나이를 이유로 사직했다.
1420년(세종 2) 수원(水原)에서 졸했다. 향년 82세.

## 고려의 충신?
『연려실기술』에는 고려 말에 집현전직제학(集賢殿直提學)으로 재직 중 사직하고 수원의 팔달산(八達山)에서 살았으며, 조선이 개국된 후 경기안렴사로 제수되었으나 응하지 않았다는 기술이 있는데, 실록에서 확인할 수 있듯이 이는 사실과는 거리가 먼 것으로 보인다.